# 张振铎 (洮安)
张振铎（？—？），籍贯不详，中国共产党官员。

## 生平
1949年，白城地区选出洮安县三合区委书记张振铎，作为东北解放区农民代表，到北平参加了新政治协商会议筹备会。1949年9月，张振铎又作为代表参加了中国人民政治协商会议第一届全体会议。1949年10月1日，张振铎参加了中华人民共和国开国大典。